# Donne in un caffè
Donne in un caffè è un dipinto del pittore francese Edgar Degas, realizzato nel 1877 e conservato al museo d'Orsay di Parigi.

## Descrizione
In questo pastello lo sguardo curioso di Degas sorprende quattro donne che conversano amabilmente in un caffè di Parigi (sullo sfondo si intravede proprio uno scorcio urbano parigino tempestato di luci notturne). Con piacere quasi voyeuristico il pittore demistifica spietatamente gli ozi cittadini e, anzi, ne mette in risalto l'inconsistenza di fondo. Egli, anzi, arriva persino ad avvilire la presunta eleganza della dama azzurra al centro, colta proprio nell'attimo in cui si sta distrattamente mangiando le unghie.
L'opera, esposta oggi al museo d'Orsay, fu presentata al pubblico parigino nel 1877, in occasione della terza mostra degli Impressionisti. Qui suscitò gli ardenti encomi del critico Georges Riviere, che sul periodico L'Impressionniste. Journal d'art scrisse la seguente recensione:
(Georges Riviere)